# Kepler-26
Kepler-26 là một ngôi sao ở phía bắc chòm sao Thiên Cầm. Nó nằm ở tọa độ thiên thể: 18h 59m 45.8407s, Xích vĩ +46° 33′ 59.438″. Với độ lớn thị giác biểu kiến là 15,5, ngôi sao này quá mờ để có thể nhìn thấy bằng mắt thường.